# Brinckochrysa lauta
Brinckochrysa lauta är en insektsart som först beskrevs av Peter Esben-Petersen 1927.  
Brinckochrysa lauta ingår i släktet Brinckochrysa och familjen guldögonsländor. Inga underarter finns listade i Catalogue of Life.